# Couronne de Kalākaua
La couronne de Kalākaua est la couronne utilisée par Kalākaua, septième roi d'Hawaï, pour son couronnement le 12 février 1883. Même si les pierres précieuses qui l'ornait initialement ont été volées, il est possible de la voir au palais ʻIolani à Honolulu.

## Histoire

### Couronnement de Kalākaua
Après un tour du monde qui lui a permis de visiter les nombreuses monarchies européennes, le roi Kalākaua se décide à réaliser un couronnement sur leur modèle. Outre l'orgueil d'organiser un tel événement, cette cérémonie fut aussi effectuée pour asseoir la légitimité du souverain après l'extinction de la maison de Kamehameha. L'introduction d'une investiture moderne mais respectant les coutumes hawaïennes avait déjà été tentée par Lunalilo pour son avènement le 9 janvier 1873, où il s'assit sur la cape de plumes dorées du roi Kamehameha Ier pour symboliser son accession au trône. 
La couronne est fabriquée en 1843 par le joailler britannique Sigmond Hoffnung sur les indications du roi. Son coût total fut de 10.000$ de l'époque, soit environ 225.000$ contemporains.
Le couronnement eu finalement lieu le 12 février 1883, neuf ans après l'accession au trône de Kalākaua  : après une parade sous un dais accompagné de dignitaires et de membres de la famille royale portant les regalia, le couple royal s'installa sur des trônes en étant habillé des costumes traditionnels garnis de plumes des rois hawaïens (kāhili, pūloʻuloʻu et lei niho palaoa). Après une prestation du serment constitutionnel, on remet au roi son sceptre et sa couronne que le chancelier lui donne en déclarant « Recevez cette couronne d'or pur pour orner le poste élevé dans lequel vous avez été placé ». La couronne de la reine ne put être placée à cause de sa coiffure

### Vol

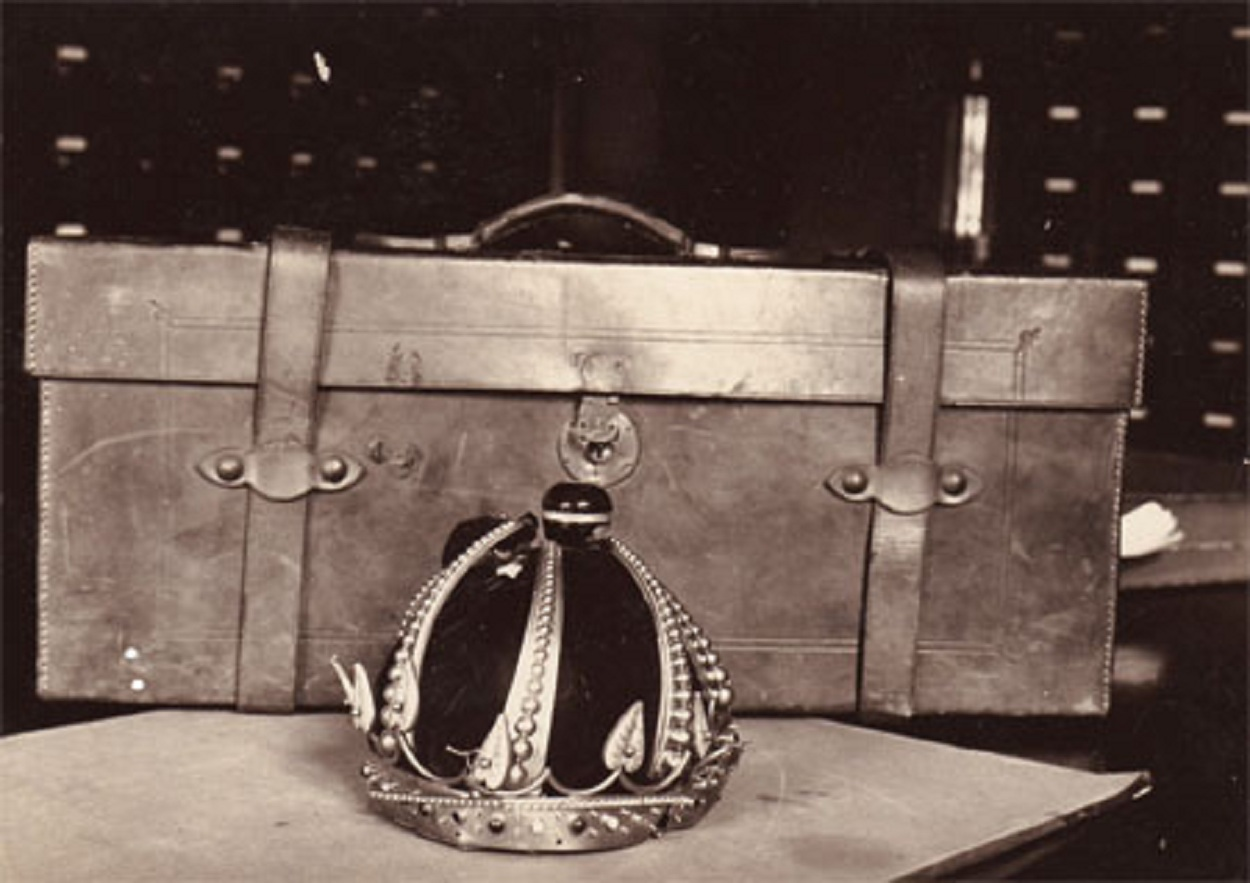
La carcasse de la couronne de Kalākaua retrouvée abimée et dépouillée en 1893

Après son décès, la sœur de Kalākaua, Liliʻuokalani, lui succède en 1891 avant d'être déposée par un coup d'État en janvier 1893. Trois mois après ces événements, les nouveaux dirigeants s'aperçurent lors d'un inventaire que les boites contenant les anciennes couronnes royales avaient été forcées et que ne restaient plus que la carcasse et la doublure en velours.
Après une longue enquête, quatre gardes furent jugés coupable du vol des joyaux. Seules quelques pierres purent être retrouvées et sont actuellement conservées dans les archives d'État d'Hawaï.
La couronne de Kalākaua fut restaurée en 1925 par les joaillers hawaïen Wall and Dougherty pour un coût de 350$, par le remplacement des anciennes pierres précieuses par des copies en verre. Après avoir été conservés aux Archives pendant 65 ans (excepté une exposition en 1948), ce n'est que le 27 décembre 1990 qu'elle fut exposée ralais ʻIolani avec la couronne de Kapiolani.

## Description
Ornée de 521 diamants, 54 perles, 20 rubis, 20 opales, 8 émeraudes et 6 noix de bancoule polies, la couronne repose sur une structure ovale en or massif. L'anneau richement décoré est surmonté de seize volutes sur lesquelles repose un décor de feuilles de taro, plante sacré d'Hawaï, et de semi-croix maltaises. De là, partent huit arches garnies de sphères en or qui se referment au sommet pour supporter un orbe crucigère. La croix au sommet porte un gros diamamant.